# 岱岳区
岱岳区（だいがく-く）は、中華人民共和国山東省泰安市に位置する市轄区。泰山区を包む込むような形状の区である。

## 行政区画
下部に3街道、14鎮、1郷を管轄する。
- 街道:粥店街道、天平街道、北集坡街道
- 鎮:山口鎮、祝陽鎮、范鎮、角峪鎮、徂徠鎮、満荘鎮、夏張鎮、道朗鎮、黄前鎮、大汶口鎮、馬荘鎮、房村鎮、良荘鎮、下港鎮
- 郷:化馬湾郷